# Zion Williamson
Zion Lateef Williamson (Salisbury, 6 luglio 2000) è un cestista statunitense, professionista nella NBA con i New Orleans Pelicans.

## Biografia
Williamson è figlio di Lateef Williamson, defensive lineman nel football alla Mayo High School di Darlington, Carolina del Sud, e di Sharonda Sampson, sprinter a Livingstone. Zion ha frequentato la Spartanburg Day School assieme a suo fratello più giovane, Noah.

## Caratteristiche tecniche
Principalmente impiegato come ala grande, mancino, è dotato di una notevole esplosività e di un eccellente controllo del corpo, che lo rendono uno dei giocatori più spettacolari di tutto il panorama cestistico e uno dei migliori realizzatori nel pitturato dell'intera NBA. È inoltre un ottimo rimbalzista offensivo. Possiede poi una buona visione di gioco, oltre a ottima tecnica e padronanza dei fondamentali (può anche portare palla, se impiegato come point forward).

## High school
Ha frequentato la Spartanburg Day School, una piccola scuola situata nell’omonima città della Carolina del Nord. Da freshman conclude la stagione con 24,4 punti, 9,4 rimbalzi e 2,8 assist a partita, ricevendo riconoscimenti statali e regionali e trascinando la squadra fino alla finale statale, vinta invece al termine della seconda, terza e quarta stagione. Williamson viene poi selezionato per il McDonald's All-American Game e per il Nike Hoop Summit.
Considerato uno dei migliori prospetti dell’intera nazione, riceve numerose borse di studio da importanti college, quali Wofford, Kentucky, Clemson, Florida, North Carolina e Duke, che Williamson sceglie il 20 gennaio 2018. Il giocatore aveva anche ricevuto un’offerta da Eric Mateos, allenatore dei tight end di LSU, per giocare come tight end a football americano, che venne però presto rifiutata.

## College

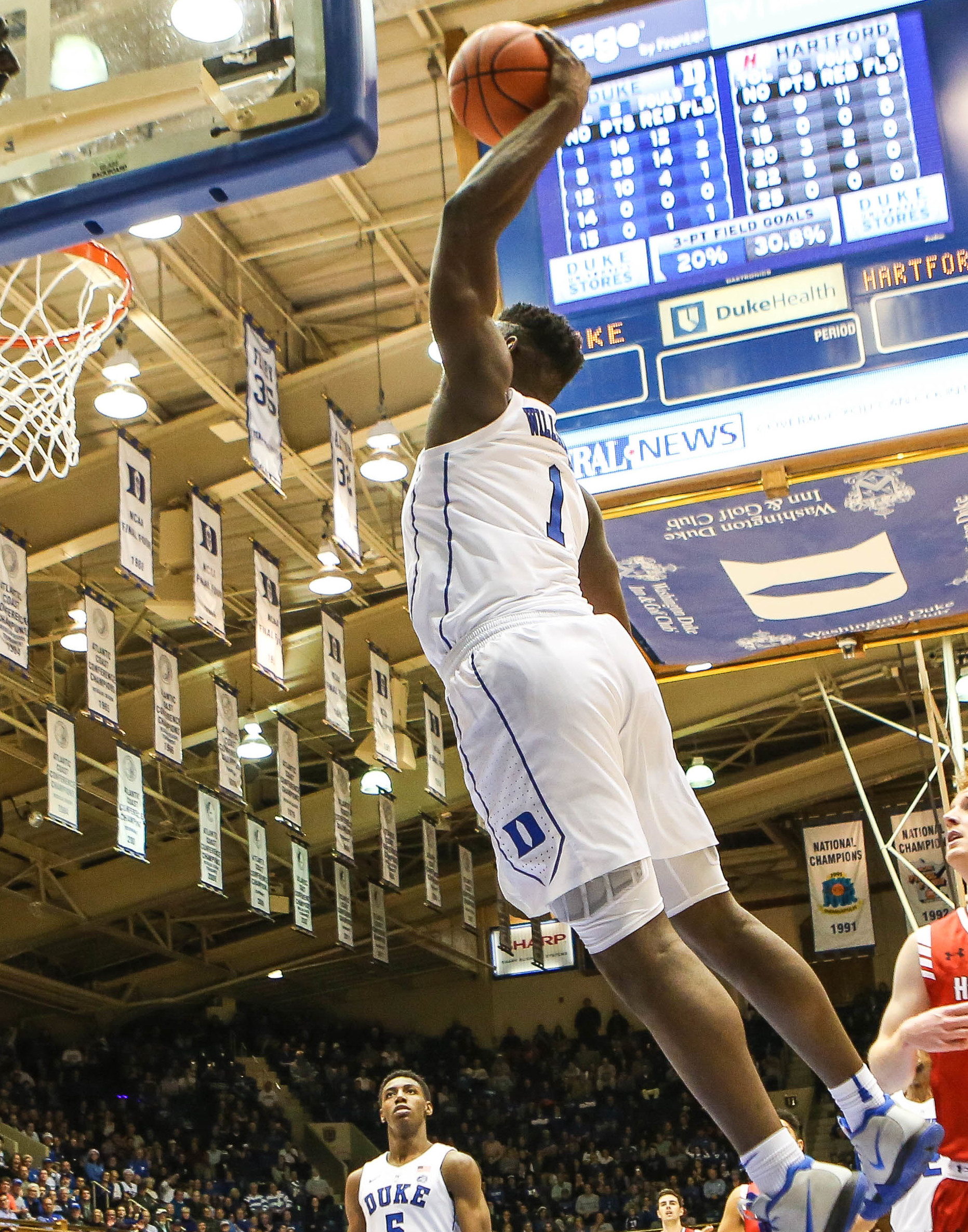
Mentre effettua una schiacciata contro Harford nel dicembre 2018.

Williamson si unisce ad una squadra che comprende i freshman R.J. Barrett e Cam Reddish, rispettivamente primo e terzo nel ranking della nazione, rendendo Duke la prima università a vantare in squadra i tre migliori prospetti della stessa classe. Dopo una straordinaria preseason, esordisce con la maglia dei Blue Devils nella schiacciante vittoria contro Kentucky, realizzando 28 punti con l’84% dal campo. Diventa poi il secondo giocatore di sempre della Division I (dopo Ben Simmons) a registrare almeno 30 punti, 10 rimbalzi, 5 assist e 4 palle rubate in una singola partita, nella vittoria contro Wake Forest, per poi infrangere il record di punti in una partita per un freshman di Duke, realizzandone 35 nella sconfitta contro Siracuse.
A febbraio si procura una lieve distorsione al ginocchio dopo la rottura di una scarpa. Il fatto apre un lungo dibattito (che vede esprimersi campioni del calibro di Kobe Bryant e Jalen Rose) sul fatto che il ragazzo debba o meno interrompere la sua stagione collegiale, per evitare nuovi infortuni e compromettere la sua presenza al Draft NBA. Williamson tornerà comunque a giocare, trascinando Duke alla vittoria nel torneo ACC e fino alle Elite Eight nel torneo NCAA, dove i Blue Devils vengono eliminati da Michigan State. Al termine di una notevole stagione a livello personale, Williamson viene nominato rookie e giocatore dell'anno (terzo giocatore della storia, dopo Marvin Bagley III e Jahlil Okafor, a riuscirci nello stesso anno) e MVP del torneo ACC, oltre a vincere il premio di miglior freshman e di miglior giocatore del college per Sporting News, per la NABC e per Associated Press, l’Oscar Robertson Trophy, il Naismith College Player of The Year (terzo freshman della storia, dopo Kevin Durant e Anthony Davis), il Karl Malone Award e il John R. Wooden Award. Viene inoltre incluso nel primo quintetto All-Conference e in quello All-American.

## NBA

### New Orleans Pelicans (2019-)

#### Stagione da rookie (2019-2020)
Dopo essersi dichiarato eleggibile per il Draft NBA, viene selezionato senza sorprese come prima scelta assoluta dai New Orleans Pelicans. Disputa la sua prima partita di Summer League contro i New York Knicks, squadra del suo ex compagno al college R.J. Barrett, realizzando 11 punti e 3 rimbalzi in 9 minuti, per poi essere costretto ad uscire a causa di una contusione al ginocchio. Per motivi precauzionali, la squadra della Louisiana decide di fermare Williamson per il resto della Summer League. Il 24 luglio 2019 sigla con Air Jordan il più ricco contratto di sempre per un rookie, battendo il precedente record di LeBron James.
Dopo aver disputato un'eccellente pre-season, Williamson è costretto ad operarsi per la lacerazione del menisco, vedendosi costretto a saltare i primi tre mesi di regular season. Williamson debutta quindi il 22 gennaio contro i San Antonio Spurs, realizzando 22 punti (17 nel solo quarto quarto, e massimo al debutto per un giocatore dei Pelicans) con 7 rimbalzi e 3 assist in 18 minuti di gioco. Termina la stagione con 22,5 punti, 6,3 rimbalzi e 2,1 assist di media a partita, con il 58,3% dal campo, venendo inserito nel primo quintetto All-Rookie e chiudendo al terzo posto nella corsa al premio di Rookie dell'anno (nonostante le sole 24 partite giocate).

#### Il primo All-Star Game e l'ascesa a superstar (2020-2021)
Ad inizio stagione Williamson diventa il giocatore più veloce (a pari merito con Blake Griffin) dai tempi di Shaquille O'Neal (1992) a realizzare 1 000 punti in carriera, riuscendoci in sole 44 partite. Viene poi convocato per il Rising Stars Challenge e come riserva per il suo primo All Star Game (in cui poi partirà titolare, a causa dell'assenza di Joel Embiid), diventando il quarto giocatore più giovane di sempre a partecipare alla partita delle stelle. Il 10 aprile eguaglia il record di Shaquille O'Neal per maggior numero di partite consecutive (25) con almeno 20 punti segnati e il 50% dal campo (dall'introduzione del cronometro).
Chiude la stagione con 27 punti, 7,2 rimbalzi e 3,7 assist di media a partita, tirando con il 61,1% dal campo e consacrandosi come uno dei migliori giocatori dell'intera lega.

#### Stagioni 2021-22 e 2022-23
La stagione 2021-22 viene condizionata dall'infortunio subito al piede, non mettendo piede in campo per tutta la stagione e lavorando unicamente per il rientro in campo.
Nella stagione successiva rientra, aiutando la squadra di New Orleans a raggiungere il terzo posto nella NBA Western Conference, mantenendo un'ottima media punti per partita. Zion Williamson e i New Orleans Pelicans, il 2 luglio 2022, si accordano per un'estensione quinquennale di 193 milioni di dollari statunitensi, sotto forma di estensione salariale rookie, che può raggiungere i 231 milioni di dollari nel caso dovesse ottenere il titolo di MVP oppure difensore dell’anno. Riesce a siglare il suo massimo di punti contro i Minnesota Timberwolves il 29 dicembre 2022.

## Statistiche

### NCAA
| Anno      | Squadra          | PG | PT | MP   | TC%  | 3P%  | TL%  | RP  | AP  | PRP | SP  | PP   |
| --------- | ---------------- | -- | -- | ---- | ---- | ---- | ---- | --- | --- | --- | --- | ---- |
| 2018-2019 | Duke Blue Devils | 33 | 33 | 30,0 | 68,0 | 33,8 | 64,0 | 8,9 | 2,1 | 2,1 | 1,8 | 22,6 |
| Carriera  | Carriera         | 33 | 33 | 30,0 | 68,0 | 33,8 | 64,0 | 8,9 | 2,1 | 2,1 | 1,8 | 22,6 |

#### Massimi in carriera
- Massimo di punti: 35 vs Syracuse (14 gennaio 2019)[49]
- Massimo di rimbalzi: 17 vs Boston (5 febbraio 2019)
- Massimo di assist: 7 vs Pittsburgh (22 gennaio 2019)
- Massimo di palle rubate: 5 (4 volte)
- Massimo di stoppate: 6 vs Army West Point (11 novembre 2018)
- Massimo di minuti giocati: 44 vs Syracuse (14 gennaio 2019)

### NBA

#### Regular Season
| Anno      | Squadra       | PG  | PT  | MP   | TC%  | 3P%  | TL%  | RP  | AP  | PRP | SP  | PP   |
| --------- | ------------- | --- | --- | ---- | ---- | ---- | ---- | --- | --- | --- | --- | ---- |
| 2019-2020 | N.O. Pelicans | 24  | 24  | 27,8 | 58,3 | 42,9 | 64,0 | 6,3 | 2,1 | 0,7 | 0,4 | 22,5 |
| 2020-2021 | N.O. Pelicans | 61  | 61  | 33,8 | 61,1 | 29,4 | 69,8 | 7,2 | 3,7 | 0,9 | 0,6 | 27,0 |
| 2022-2023 | N.O. Pelicans | 29  | 29  | 33,0 | 60,8 | 36,8 | 71,4 | 7,0 | 4,6 | 1,1 | 0,6 | 26,0 |
| 2023-2024 | N.O. Pelicans | 70  | 70  | 31,5 | 57,0 | 33,3 | 70,2 | 5,8 | 5,0 | 1,1 | 0,7 | 22,9 |
| 2024-2025 | N.O. Pelicans | 30  | 30  | 28,6 | 56,7 | 23,1 | 65,6 | 7,2 | 5,3 | 1,2 | 0,9 | 24,6 |
| Carriera  | Carriera      | 214 | 214 | 31,4 | 58,9 | 32,7 | 68,9 | 6,6 | 4,3 | 1,0 | 0,6 | 24,7 |
| All-Star  | All-Star      | 1   | 1   | 14,0 | 55,6 | -    | -    | 1,0 | 0,0 | 0,0 | 0,0 | 10,0 |

#### Massimi in carriera
- Massimo di punti: 43 vs Minnesota Timberwolves (28 dicembre 2022)[50]
- Massimo di rimbalzi: 15 (2 volte)
- Massimo di assist: 9 vs Phoenix Suns (17 dicembre 2022)
- Massimo di palle rubate: 5 vs San Antonio Spurs (27 dicembre 2020)
- Massimo di stoppate: 3 (3 volte)
- Massimo di minuti giocati: 42 vs Phoenix Suns (11 dicembre 2022)

## Palmarès

### Squadra

#### NCAA
- ACC Tournament (2019)

### Individuale

#### High school
- South Carolina Mr. Basketball (2018)
- McDonald's All American (2018)

#### NCAA
- ACC Rookie of the Year (2019)
- ACC Player of the Year (2019)
- ACC Tournament Most Outstanding Player (2019)
- ACC First Team All-Conference (2019)
- Associated Press All-America First Team (2019)
- Associated Press College Basketball Player of the Year (2019)
- John R. Wooden Award (2019)
- Karl Malone Award (2019)
- NABC Player of the Year (2019)
- Naismith Trophy (2019)
- Oscar Robertson Trophy (2019)
- Sporting News All-American First Team (2019)
- Sporting News Freshman off the Year (2019)
- Sporting News Player of the Year (2019)

#### NBA
- NBA All-Rookie First Team (2020)
- Convocazioni all'NBA Rising Stars Challenge: 2

2020, 2021
- Convocazioni all'NBA All-Star Game: 2

2021, 2023

## Record

### NCAA
- Uno dei due giocatori di sempre (insieme a Ben Simmons) a realizzare in una partita di Division I almeno 30 punti, 10 rimbalzi, 5 assist e 4 palle rubate.[51]
- Maggior numero di punti in una singola partita per un freshman di Duke (35, contro Syracuse).[52]
- Primo giocatore nella storia del torneo ACC a realizzare più di 12 tiri in una singola partita senza errori dal campo (13, contro Syracuse).[53]
- Terzo giocatore nella storia di Duke (dopo Christian Laettner e Grant Hill) a chiudere una partita con almeno 25 punti, 10 rimbalzi e 5 palle rubate.[53]
- Terzo giocatore della storia (dopo Jahlil Okafor e Marvin Bagley) a vincere nello stesso anno il premio di rookie e giocatore dell'anno della ACC.[54]
- Terzo freshman di sempre (dopo Kevin Durant e Anthony Davis) a vincere il Naismith Throphy.[55]

### NBA
- Unico giocatore con almeno due partite da almeno 20 punti e l'85% dal campo prima dei 21 anni.
- Giocatore più veloce dal 1992 a segnare 1000 punti in carriera (44 partite, a pari merito con Blake Griffin).[43][44]
- Unico giocatore dall'introduzione del cronometro (1954-1955) con almeno 1000 punti segnati e il 60% dal campo nelle prime 60 partite in carriera.[56]
- Dodicesimo giocatore di sempre (e secondo negli ultimi 40 anni, dopo Michael Jordan) a segnare almeno 2.000 punti in meno di 80 partite in carriera.[57]
- Secondo giocatore di sempre per partite con almeno 20 punti nelle prime 60 presenze in carriera (49, dietro al solo Michael Jordan).[58]
- Uno dei due giocatori dall'introduzione del cronometro (insieme a Shaquille O'Neal) con una striscia di almeno 25 partite consecutive con 20 punti e il 50% dal campo.[59]
- Maggior numero di partite consecutive con almeno 20 punti prima dei 21 anni.[60]
- Secondo giocatore negli ultimi 25 anni (dopo Shaquille O'Neal) con almeno 95 punti e il 75% dal campo in una striscia di tre partite.[61]
- Giocatore più giovane di sempre con almeno 35 punti, 15 rimbalzi e 8 assist in una partita.[62]